# Bridgewater (Pennsilvània)
Bridgewater és una població dels Estats Units a l'estat de Pennsilvània. Segons el cens del 2000 tenia 739 habitants.

## Demografia
Segons el cens del 2000, Bridgewater tenia 739 habitants, 335 habitatges, i 210 famílies. La densitat de població era de 413,5 habitants per quilòmetre quadrat.
Dels 335 habitatges en un 22,7% hi vivien nens de menys de 18 anys, en un 44,5% hi vivien parelles casades, en un 13,4% dones solteres, i en un 37,3% no eren unitats familiars. En el 31,6% dels habitatges hi vivien persones soles el 14,9% de les quals corresponia a persones de 65 anys o més que vivien soles. El nombre mitjà de persones vivint en cada habitatge era de 2,21 i el nombre mitjà de persones que vivien en cada família era de 2,71.
Per edats la població es repartia de la següent manera: un 19,6% tenia menys de 18 anys, un 8% entre 18 i 24, un 28% entre 25 i 44, un 26,8% de 45 a 60 i un 17,6% 65 anys o més.
L'edat mediana era de 42 anys. Per cada 100 dones de 18 o més anys hi havia 85,6 homes.
La renda mediana per habitatge era de 38.750 $ i la renda mediana per família de 42.500 $. Els homes tenien una renda mediana de 31.023 $ mentre que les dones 24.286 $. La renda per capita de la població era de 19.695 $. Entorn del 8,8% de les famílies i el 12% de la població estaven per davall del llindar de pobresa.

## Poblacions més properes
El següent diagrama mostra les poblacions més properes.